# Skrebîși, Bila Țerkva
Skrebîși (în ucraineană Скребиші) este un sat în comuna Hrapaci din raionul Bila Țerkva, regiunea Kiev, Ucraina.

## Demografie
Componența lingvistică a localității Skrebîși
     Ucraineană (100%)
Conform recensământului din 2001, toată populația localității Skrebîși era vorbitoare de ucraineană (100%).